# Parafia św. Sofii Mądrości Bożej w Białymstoku
Parafia św. Sofii Mądrości Bożej – parafia prawosławna w Białymstoku, w dekanacie Białystok, należącym do diecezji białostocko-gdańskiej.
Na terenie parafii funkcjonuje 1 cerkiew:
- cerkiew Mądrości Bożej w Białymstoku – parafialna

## Historia
Decyzją Jego Ekscelencji, Arcybiskupa Białostockiego i Gdańskiego Sawy w 1983 wyłączono wówczas z parafii katedralnej św. Mikołaja nowe parafie: Świętego Ducha na Antoniuku, Wszystkich Świętych na Jaroszówce, a później Hagia Sophia na Wygodzie (1 sierpnia 1995), Zmartwychwstania Pańskiego na Leśnej Dolinie oraz św. Jerzego na Nowym Mieście.
Doniosłym wydarzeniem dla parafii była wizyta w 1987 Jego Świątobliwości Patriarchy Ekumenicznego Dimitriosa I. W dniu 14 października 1998 Białystok po raz drugi w swej historii gościł Patriarchę Ekumenicznego (Konstantynopolitańskiego) Bartolomeusza I, który wraz z Jego Eminencją Metropolitą Sawą i innymi hierarchami przewodniczył uroczystemu nabożeństwu w katedrze św. Mikołaja oraz poświęcił cerkiew parafialną Mądrości Bożej.
Parafia obejmuje swoim zasięgiem północno-wschodnie tereny Białegostoku (Bagnówkę, Jaroszówkę, Pieczurki, Wyżyny i część Wygody), które wchodzą w skład osiedli administracyjnych: Jaroszówka i Wygoda.

## Cerkiew parafialna
Białostocka cerkiew Hagia Sophia (Mądrości Bożej) jest miniaturą w skali 1:3 świątyni znajdującej się w Konstantynopolu (dzisiejszy Stambuł). Bizantyjska świątynia w Konstantynopolu wzniesiona została w VI w. n.e z fundacji Justyniana I przez Izydora z Miletu i Antemiosa z Tralles. Autorem projektu białostockiej świątyni jest architekt Michał Bałasz. Kamień węgielny pod jej budowę poświęcił w listopadzie 1987 Patriarcha Ekumeniczny (Konstantynopolitański) Dimitrios I.

## Wykaz proboszczów
- od 1995 – ks. Anatol Konach